# Crusaders F.C.
Crusaders Football Club – północnoirlandzki klub piłkarski z siedzibą w Belfaście.

## Osiągnięcia
- Mistrz Irlandii Północnej (5): 1972/73, 1975/76, 1994/95, 1996/97, 2014/15
- Puchar Irlandii Północnej (Irish Cup) (5): 1966/67, 1967/68, 2008/09, 2018/19, 2021/22
- Puchar Ligi (Irish Football League Cup): 1996/97
- Gold Cup (2): 1985/86, 1995/1996
- County Antrim Shield (5): 1959/60, 1964/65, 1968/69, 1973/74, 1991/92
- Steel & Sons Cup (8): 1922/23, 1926/27, 1928/29, 1930/31, 1933/34, 1936/37, 1947/48, 2005/06
- Ulster Cup (3): 1953/54, 1963/64, 1993/94

## Historia

### Przed 1900 rokiem
Crusaders Football and Athletic Club założony został w 1898 roku. Uważa się, że spotkanie założycielskie klubu odbyło się w domu Thomasa Palmera pod adresem 182 North Queen Street, Belfast. W spotkaniu obok gospodarza domu jako członkowie komitetu założycielskiego udział wzięli James McEldowney, John Hume i Thomas Wade.
Grupa założycielska długo zastanawiała się nad nazwą dla tworzonego klubu. Było wiele propozycji, np. Rowan Star, Cultra United, Queen’s Rovers, Mervue Wanderers czy Lilliputians. W końcu Thomas Wade wpadł na pomysł, by użyć nazwy o bardziej międzynarodowym znaczeniu i sam zaproponował nazwę „Crusaders” (czyli „Krzyżowcy”), kojarzącą się ze średniowiecznymi rycerzami chrześcijańskimi.
Początkowo klub rozgrywał tylko mecze towarzyskie, później brał udział w lokalnych ligach młodzieżowych. W tamtych czasach gracze zmuszani byli do płacenia za możliwość występu (za wyjście na boisko płacono 2 ówczesne pensy). Istniało wtedy powiedzenie, że bez opłaty nie ma gry (no pay – no play).
Do dziś istnieje zapis z 10 grudnia 1898 roku, wzmiankujący o meczu drużyny Crusaders z zespołem Bedford wygranym przez Crusaders 5:2. Zapisek mówi o wspaniałej grze, po której Crusaders pokonał swych przeciwników.

### 1900–1949
Drużyna Crusaders grała w ligach juniorskich Dunville Alliance, Ormeau Junior Alliance, Alexandra Alliance, Woodvale Alliance oraz w Irish Football Alliance by w końcu w 1921 roku trafić do Intermediate League. The Crues stali się jednym z najlepszych zespołów juniorskich północnej Irlandii. Jednak imponująca liczba sukcesów na poziomie juniorów, łącznie z mistrzostwem ligi Intermediate League w sezonie 1925/1926, nie pomogła w dostaniu się klubu do ligi seniorów (Irish League). Z powodu wielkiej frustracji działacze klubu rozważali nawet udział w lidze szkockiej (Scottish Football League), a nawet poza Wielką Brytanią – w lidze południowoirlandzkiej (League of Ireland).
Drużyna, zanim na stałe zaczęła grać na stadionie Seaview, grała na wielu różnych boiskach jak Glen (później Alexandra Park), Cavehill Road, Simpson’s Boiler Fields, Shore Road i Rokeby Park. Stadion Seaview oficjalnie otwarty został 3 września 1921 roku przez Williama Granta, tuż przed meczem z klubem Cliftonville Olympic w ramach Intermediate League.
II wojna światowa oznaczała przerwę w rozgrywkach piłkarskich od kwietnia 1941 roku do września 1946 roku.

### 1949–1976
Po opuszczeniu ligi seniorów przez Belfast Celtic, jego miejsce zajął klub Crusaders, który po długim oczekiwaniu w sezonie 1949/50 zadebiutował w I lidze Irlandii Północnej. Pierwszym meczem o stawkę zespołu seniorów klubu Crusaders było spotkanie rozegrane 20 sierpnia 1949 roku o Puchar Miasta (City Cup) z klubem Portadown, wygrane 1:0. Debiutancki sezon pierwszoligowy nie był dla klubu najlepszy, gdyż Crusaders w wśród 12 klubów uplasował się na 11 pozycji.
W latach 50. klub w lidze spisywał się przeciętnie, plasując się regularnie w okolicach środka tabeli. W sezonie 1953/54 klub, który prowadził grający trener Jackie Vernon, zdobył Ulster Cup, wygrywając w finale z Linfield Belfast 2:1.
Lata 60. przyniosły wreszcie długo oczekiwane sukcesy. The Crues raz jeszcze zdobyli Ulster Cup oraz tarczę hrabstwa Antrim (County Antrim Shield). Jednak osiągnięcia te przyćmiły dwa kolejne zwycięstwa w Pucharze Irlandii (Irish Cup) w 1967 i 1968 roku, po pokonaniu w finale potężnych klubów Glentoran i Linfield. Ostatnie dwa sukcesy pozwoliły klubowi Crusaders zaprezentować się w europejskich pucharach.
W lipcu 1966 roku doszło do pożaru, który pochłonął liczne obiekty klubu, m.in. przebieralnie i obszary administracyjne. Cztery lata później w ich miejsce wybudowano jeszcze większe obiekty, które istnieją do dziś.
W latach 70. przyszły jeszcze większe sukcesy, gdyż Crusaders dwukrotnie zdobył mistrzostwo Irlandii – w roku 1973 i w 1976.

### 1976–2000
Drugie mistrzostwo kraju umożliwiło drugi start w Pucharze Mistrzów, w którym Crusaders zmierzył się ze słynnym Liverpoolem, w którego składzie grali tacy piłkarze jak Kevin Keegan czy John Toshack. Na Anfield Road piłkarze Crusaders spisali się znakomicie i przegrali tylko 0:2. Rozbudziło to apetyty przed rewanżem, jednak w Belfaście faworyt rozgromił gospodarzy 5:0. Przyszłość pokazała, że Crusaders ulegli ostatecznym zwycięzcom turnieju.
Lata 80. nie przyniosły klubowi większych sukcesów. We wrześniu 1989 na stanowisku trenera Jackie Huttona zastąpił grający trener Roy Walker. Ponieważ klub w 14-zespołowej lidze zajął 13. miejsce, pierwszym zadaniem nowego szkoleniowca był powrót zespołu do poprzedniego poziomu.
Kolejna fala sukcesów nadeszła w latach 90., kiedy to Crusaders dwukrotnie zdobył mistrzostwo Irlandii Północnej (w 1995 i 1997) oraz dwukrotnie wicemistrzostwo (w 1993 i 1996). Ponadto w 1992 klub zdobył tarczę hrabstwa Antrim, w 1993 wygrał Ulster Cup, a w 1996 Gold Cup. Przez pięć lat z rzędu klub brał udział w europejskich pucharach, grając z drużynami ze Szwajcarii, Danii, Litwy i Gruzji. Obok pierwszej drużyny i rezerw klubu Crusaders pojawiły się w latach 90. zespoły do lat 18 i do lat 16. W lipcu 1998 roku zrezygnował z posady trenerskiej Roy Walker, kończąc epokę sukcesów lat 90. Stało się to tuż przed uroczystymi obchodami stulecia istnienia klubu do jakich doszło w budynku Belfast City Hall.
Końcówka drugiego tysiąclecia nie była dla klubu Crusaders łatwa, głównie z powodu niedostatku finansów. Dwóch kolejnych trenerów, Aaron Callaghan i Martin Murray, zrezygnowało po zaledwie rocznym pobycie.

### Po 2000 roku
W lipcu 2000 roku pieczę nad zespołem Crusaders objął były piłkarz Gary McCartney. Choć klub zachował status pierwszoligowy po zwycięskim barażu z Lisburn Distillery w maju 2001 roku, McCartney zrezygnował z posady, gdyż klub przeznaczył zbyt małe środki finansowe do jego dyspozycji.
Kolejnym trenerem został w końcu czerwca 2002 roku Alan Dornan. Pomimo niedoświadczonego zespołu, w którego składzie często grało sześciu lub siedmiu nastolatków, nowy trener zdołał utrzymać klub w pierwszej lidze. W sezonie 2003/04 The Crues zajęli środkowe miejsce w tabeli, co było drugą najlepszą dotychczasową pozycją klubu w nowym tysiącleciu (najlepszy był sezon 2006/07, kiedy klub zajął 6. miejsce).
Następny sezon podopiecznych Dornana był znacznie gorszy. Gdy w środku sezonu klub znajdował się na dole tabeli, Dornan został zwolniony, i to pomimo faktu, że jego drużyna dotarła do finału County Antrim Shield, gdzie jednak przegrała z Linfield. Nowym opiekunem zespołu został były napastnik i ulubieniec kibiców Stephen „Stanley” Baxter. Pod wodzą nowego trenera wyniki drużyny poprawiły się, jednak nie udało się uniknąć barażu o utrzymanie się w pierwszej lidze. Walkę o byt w barażowym pojedynku z Glenavon Crusaders przegrał. Klub ten po rozegraniu 56 sezonów z rzędu w ligach seniorskich pierwszy raz w swej historii spadł z jakiejkolwiek ligi. Banicja trwała tylko rok, gdyż Crusaders pod wodzą Baxtera wygrał drugą ligę i wrócił do pierwszej ligi. Klub wygrał także w tym czasie Intermediate League Cup oraz Steel & Sons Cup.
Obecny prezydent klubu John Mairs wraz z żoną Alice jest obecny na każdym meczu swej drużyny – zarówno domowym jak i wyjazdowym. Były gracz i obecny prezes klubu Jim Semple jest prezesem Irish Football League (pierwszy w historii przedstawiciel Crusaders na tym stanowisku) i wiceprezesem północnoirlandzkiej federacji piłkarskiej Irish Football Association.
W pierwszym sezonie po powrocie do najwyższej ligi Crusaders zajął dobre 6. miejsce.

### Trenerzy
- Jackie Vernon (1952 - 195x)
- Jimmy Todd (? - 1972)
- Billy Johnston (1972–1979)
- Tommy Jackson (1979–1985?)
- Jackie Hutton (1985–1989?)
- Roy Walker (1989–1998)
- Aaron Callaghan (1998–1999)
- Martin Murray (1999–2000)
- Gary McCartney (2000–2002)
- Alan Dornan (2002–2005)
- Stephen Baxter (2005–)

## Europejskie puchary
Legenda do wszystkich tabel:
- Q – runda eliminacyjna, 1/16, 1/8, 1/4, 1/2 – odpowiednia faza rozgrywek, Grupa – runda grupowa, 1r gr – pierwsza runda grupowa, 2r gr – druga runda grupowa, F – finał, R – runda, PO – play-off
- k. – rzuty karne, los. – losowanie, Dogr. – dogrywka, w. – zasada bramek strzelonych na wyjeździe

| Sezon   | Rozgrywki                 | Runda | Przeciwnik        | Dom | Wyjazd | Ogólnie     |
| ------- | ------------------------- | ----- | ----------------- | --- | ------ | ----------- |
| 1967/68 | Puchar Zdobywców Pucharów | 1R    | Valencia CF       | 2–4 | 0–4    | 2–8         |
| 1968/69 | Puchar Zdobywców Pucharów | 1R    | Norrköping        | 2–2 | 1–4    | 3–6         |
| 1973/74 | Puchar Europy             | 1R    | Dinamo Bukareszt  | 0–1 | 0–11   | 0–12        |
| 1976/77 | Puchar Europy             | 1R    | Liverpool         | 0–5 | 0–2    | 0–7         |
| 1980/81 | Puchar Zdobywców Pucharów | 1R    | Newport County    | 0–0 | 0–4    | 0–4         |
| 1993/94 | Puchar UEFA               | 1R    | Servette FC       | 0–0 | 0–4    | 0–4         |
| 1995/96 | Puchar UEFA               | Q     | Silkeborg         | 1–2 | 0–4    | 1–6         |
| 1996/97 | Puchar UEFA               | Q     | Žalgiris Wilno    | 2–1 | 0–2    | 2–3         |
| 1997/98 | Liga Mistrzów             | 1Q    | Dinamo Tbilisi    | 1–3 | 1–5    | 2–8         |
| 2009/10 | Liga Europy               | 2Q    | Rabotnicki        | 1–1 | 2–4    | 3–5         |
| 2011/12 | Liga Europy               | 2Q    | Fulham            | 1–3 | 0–4    | 1–7         |
| 2012/13 | Liga Europy               | 1Q    | Rosenborg         | 0–3 | 0–1    | 0–4         |
| 2013/14 | Liga Europy               | 1Q    | Rosenborg         | 1–2 | 2–7    | 3–9         |
| 2014/15 | Liga Europy               | 1Q    | Ekranas           | 3–1 | 2–1    | 5–2         |
| 2014/15 | Liga Europy               | 2Q    | Brommapojkarna    | 1–1 | 0–4    | 1–5         |
| 2015/16 | Liga Mistrzów             | 1Q    | Levadia Tallinn   | 0–0 | 1–1    | 1–1, w.     |
| 2015/16 | Liga Mistrzów             | 2Q    | Skënderbeu Korcza | 3–2 | 1–4    | 4–6         |
| 2016/17 | Liga Mistrzów             | 2Q    | FC København      | 0–3 | 0–6    | 0–9         |
| 2017/18 | Liga Europy               | 1Q    | FK Liepāja        | 3–1 | 0–2    | 3–3, w.     |
| 2018/19 | Liga Mistrzów             | 1Q    | Łudogorec Razgrad | 0–2 | 0–7    | 0–9         |
| 2018/19 | Liga Europy               | 2Q    | Olimpija Lublana  | 1–1 | 1–5    | 2–6         |
| 2019/20 | Liga Europy               | 1Q    | B36 Tórshavn      | 2–0 | 3–2    | 5–2         |
| 2019/20 | Liga Europy               | 2Q    | Wolverhampton     | 1–4 | 0–2    | 1–6         |
| 2022/23 | Liga Konferencji Europy   | 1Q    | Bruno’s Magpies   | 3–1 | 1–2    | 4–3         |
| 2022/23 | Liga Konferencji Europy   | 2Q    | FC Basel          | 1–1 | 0–2    | 1–3         |
| 2023/24 | Liga Konferencji Europy   | 1Q    | FC Haka           | 1–0 | 2–2    | 3–2         |
| 2023/24 | Liga Konferencji Europy   | 2Q    | Rosenborg BK      | 2–2 | 2–3    | 4–5, Dogr.  |
| 2024/25 | Liga Konferencji          | 1Q    | Caernarfon Town   | 3–1 | 0–2    | 3–3, k: 7–8 |